# Gustave Liétard
Gustave-Alexandre Liétard (1833-1904) est un docteur en médecine de la Faculté de Strasbourg, médecin-inspecteur des eaux de Plombières, écrivain ethnologue et philologue français.

## Biographie
Né à Domrémy-La-Pucelle dans les Vosges le 4 avril 1833, Gustave Liétard accomplit son éducation technique à la Faculté de Strasbourg, où il fut successivement préparateur du cours de botanique en 1856-1857 et interne des hôpitaux de la ville en 1857-1858. Le 30 août 1858, il soutient sa thèse intitulée Histoire de la médecine chez les Indous.
En 1859, il se marie avec la sœur de Léopold Turck, commissaire du gouvernement du département des Vosges pendant le Gouvernement provisoire de 1848.
Distingué pour ses nombreux articles sur l'anthropologie, la démographie, la linguistique, la géographie médicale et l'hydrologie, il est reçu Chevalier de la Légion d'honneur en 1879.
En 1882, il est nommé médecin-inspecteur des eaux de Plombières au service hydrothérapique. Ses recherches sur la médecine ayurvédique lui valent d'être considéré comme le véritable initiateur en France de cette culture.
En 1893, il devient correspondant de l'Académie de médecine pour la division d'anatomie et de physiologie.
M. Liétard fut médecin chef des services civils et militaires de la ville de Plombières, et président de l'association des médecins des Vosges. Il fut maire de Plombières et conseiller général des Vosgesaprès avoir été membre de la Société d'émulation des Vosges en 1862.
Il succombe des suites subitement aggravées d'une affection chronique à Plombières-les-bains (Vosges) le 8 février 1904.

## Œuvre
En 1860, il publie ses Études cliniques sur les eaux de Plombières qui furent le prélude de nombreux autres travaux scientifiques ou de vulgarisation sur les eaux de Plombières, qui contribuèrent à attirer les malades dans cette ville d'eaux des Vosges.
Correspondant dès 1863 de la Gazette hebdomadaire de médecine et de chirurgie, il écrivit cinq Lettres historiques sur la médecine chez les Indous.
En 1867, il publie dans cette même gazette, La physiologie et la cosmologie dans le Rig-Véda.
Il a contribué à la discussion sur les migrations aryennes après ses études sur Les peuples Aryens et les Sémites (1872-1883). Ses travaux sur les peuples aryens et la philologie comparée des langues aryennes et des patois lui valurent le privilège d'être choisi président de la Société de linguistique de Paris.
M. Liétard devint ethnographe. Il étudia la géographie médicale de l'Inde, de l'Arabie, de l'Arménie, des provinces caucasiques, de Ceylan, de Rhodes, de Chypre, de la Sardaigne. La plupart des articles du Dictionnaire encyclopédique des sciences médicales de Dechambre concernant cette matière ont été écrits par lui.